# 15e étape du Tour d'Espagne 2018
La 15e étape du Tour d'Espagne 2018 se déroule le 9 septembre 2018, entre Ribera de Arriba et les lacs de Covadonga, sur un parcours de 178,2 kilomètres. Elle est remportée en solitaire par le coureur français Thibaut Pinot, de l'équipe Groupama-FDJ. Il devance le Colombien Miguel Ángel López (Astana) et le Britannique Simon Yates (Mitchelton-Scott), qui reste en tête du classement général.

## Déroulement de la course
Après un début d'étape rapide, animé par plusieurs attaques, douze coureurs parviennent à s'échapper dans la première difficulté. Ils creusent une avance de six minutes minutes, avant que l'équipe Astana ne réduisent l'écart en accélérant en tête du peloton.
Peu avant l'ascension finale vers les lacs de Covadonga, Ivan Garcia (Bahrain-Merida) sort du groupe de tête pour tenter sa chance seul, mais est repris à huit kilomètres de l'arrivée. À six kilomètres de l'arrivée, dans un peloton réduit à quelques favoris, Thibaut Pinot (Groupama-FDJ) attaque. Profitant de l'attitude des coureurs rivaux au classement général qui se neutralisent, il part s'imposer seul. Il complète son palmarès, qui compte désormais des victoires d'étapes sur chacun des trois grands tours.
Le Colombien Miguel Ángel López (Astana), qui attaque à deux kilomètres de l'arrivée, prend la deuxième place, à 28 secondes, et le maillot rouge Simon Yates (Mitchelton-Scott) la troisième, à 30 secondes. Alejandro Valverde (Movistar) et Steven Kruijswijk (LottoNL-Jumbo) suivent, à 32 secondes. Grâce aux quatre secondes de bonification attribuées au troisième, Simon Yates accroît légèrement son avance au classement général sur Alejandro Valverde (26 secondes) et Nairo Quintana (33 secondes).

## Résultats

### Classement de l'étape
| \| Classement de l'étape \| Classement de l'étape \| Classement de l'étape \| Classement de l'étape \| Classement de l'étape \| \| Coureur \| Coureur \| Pays \| Équipe \| Temps \| \| --------------------- \| --------------------- \| --------------------- \| ------------------------- \| --------------------- \| \| 1er \| Thibaut Pinot \| France \| Groupama-FDJ \| 5 h 01 min 49 s \| \| 2e \| Miguel Ángel López \| Colombie \| Astana \| + 28 s \| \| 3e \| Simon Yates \| Royaume-Uni \| Mitchelton-Scott \| + 30 s \| \| 4e \| Alejandro Valverde \| Espagne \| Movistar Team \| + 32 s \| \| 5e \| Steven Kruijswijk \| Pays-Bas \| LottoNL-Jumbo \| + 32 s \| \| 6e \| Enric Mas \| Espagne \| Quick-Step Floors \| + 34 s \| \| 7e \| Nairo Quintana \| Colombie \| Movistar Team \| + 34 s \| \| 8e \| Rigoberto Urán \| Colombie \| EF Education First-Drapac \| + 1 min 25 s \| \| 9e \| Emanuel Buchmann \| Allemagne \| Bora-Hansgrohe \| + 1 min 33 s \| \| 10e \| Ion Izagirre \| Espagne \| Bahrain-Merida \| + 1 min 49 s \| |                    |             |                           |                 |
| |                    |             |                           |                 |
| Source : ProCyclingStats |                    |             |                           |                 |
| Classement de l'étape |                    |             |                           |                 |
| Coureur | Coureur            | Pays        | Équipe                    | Temps           |
| 1er | Thibaut Pinot      | France      | Groupama-FDJ              | 5 h 01 min 49 s |
| 2e | Miguel Ángel López | Colombie    | Astana                    | + 28 s          |
| 3e | Simon Yates        | Royaume-Uni | Mitchelton-Scott          | + 30 s          |
| 4e | Alejandro Valverde | Espagne     | Movistar Team             | + 32 s          |
| 5e | Steven Kruijswijk  | Pays-Bas    | LottoNL-Jumbo             | + 32 s          |
| 6e | Enric Mas          | Espagne     | Quick-Step Floors         | + 34 s          |
| 7e | Nairo Quintana     | Colombie    | Movistar Team             | + 34 s          |
| 8e | Rigoberto Urán     | Colombie    | EF Education First-Drapac | + 1 min 25 s    |
| 9e | Emanuel Buchmann   | Allemagne   | Bora-Hansgrohe            | + 1 min 33 s    |
| 10e | Ion Izagirre       | Espagne     | Bahrain-Merida            | + 1 min 49 s    |

## Classements à l'issue de l'étape

### Classement général
| \| Classement général \| Classement général \| Classement général \| Classement général \| Classement général \| \| Coureur \| Coureur \| Pays \| Équipe \| Temps \| \| ------------------ \| ------------------ \| ------------------ \| ------------------------- \| ------------------ \| \| 1er \| Simon Yates \| Royaume-Uni \| Mitchelton-Scott \| 64 h 13 min 33 s \| \| 2e \| Alejandro Valverde \| Espagne \| Movistar Team \| + 26 s \| \| 3e \| Nairo Quintana \| Colombie \| Movistar Team \| + 33 s \| \| 4e \| Miguel Ángel López \| Colombie \| Astana \| + 43 s \| \| 5e \| Steven Kruijswijk \| Pays-Bas \| LottoNL-Jumbo \| + 1 min 29 s \| \| 6e \| Enric Mas \| Espagne \| Quick-Step Floors \| + 1 min 55 s \| \| 7e \| Thibaut Pinot \| France \| Groupama-FDJ \| + 2 min 10 s \| \| 8e \| Rigoberto Urán \| Colombie \| EF Education First-Drapac \| + 2 min 27 s \| \| 9e \| Ion Izagirre \| Espagne \| Bahrain-Merida \| + 3 min 03 s \| \| 10e \| Emanuel Buchmann \| Allemagne \| Bora-Hansgrohe \| + 3 min 15 s \| |                    |             |                           |                  |
| |                    |             |                           |                  |
| Source : ProCyclingStats |                    |             |                           |                  |
| Classement général |                    |             |                           |                  |
| Coureur | Coureur            | Pays        | Équipe                    | Temps            |
| 1er | Simon Yates        | Royaume-Uni | Mitchelton-Scott          | 64 h 13 min 33 s |
| 2e | Alejandro Valverde | Espagne     | Movistar Team             | + 26 s           |
| 3e | Nairo Quintana     | Colombie    | Movistar Team             | + 33 s           |
| 4e | Miguel Ángel López | Colombie    | Astana                    | + 43 s           |
| 5e | Steven Kruijswijk  | Pays-Bas    | LottoNL-Jumbo             | + 1 min 29 s     |
| 6e | Enric Mas          | Espagne     | Quick-Step Floors         | + 1 min 55 s     |
| 7e | Thibaut Pinot      | France      | Groupama-FDJ              | + 2 min 10 s     |
| 8e | Rigoberto Urán     | Colombie    | EF Education First-Drapac | + 2 min 27 s     |
| 9e | Ion Izagirre       | Espagne     | Bahrain-Merida            | + 3 min 03 s     |
| 10e | Emanuel Buchmann   | Allemagne   | Bora-Hansgrohe            | + 3 min 15 s     |

| Classement par points | Classement par points | Classement par points | Classement par points | Classement par points |
| Coureur               | Coureur               | Pays                  | Équipe                | Points                |
| --------------------- | --------------------- | --------------------- | --------------------- | --------------------- |
| 1er                   | Alejandro Valverde    | Espagne               | Movistar Team         | 115 pts               |
| 2e                    | Peter Sagan           | Slovaquie             | Bora-Hansgrohe        | 83 pts                |
| 3e                    | Miguel Ángel López    | Colombie              | Astana                | 71 pts                |
| 4e                    | Benjamin King         | États-Unis            | Dimension Data        | 69 pts                |
| 5e                    | Dylan Teuns           | Belgique              | BMC Racing Team       | 68 pts                |
| 6e                    | Elia Viviani          | Italie                | Quick-Step Floors     | 66 pts                |
| 7e                    | Simon Yates           | Royaume-Uni           | Mitchelton-Scott      | 65 pts                |
| 8e                    | Thibaut Pinot         | France                | Groupama-FDJ          | 56 pts                |
| 9e                    | Danny van Poppel      | Pays-Bas              | LottoNL-Jumbo         | 56 pts                |
| 10e                   | Michał Kwiatkowski    | Pologne               | Team Sky              | 54 pts                |

| Classement par points | Classement par points | Classement par points | Classement par points | Classement par points |
| Coureur               | Coureur               | Pays                  | Équipe                | Points                |
| --------------------- | --------------------- | --------------------- | --------------------- | --------------------- |
| 1er                   | Alejandro Valverde    | Espagne               | Movistar Team         | 115 pts               |
| 2e                    | Peter Sagan           | Slovaquie             | Bora-Hansgrohe        | 83 pts                |
| 3e                    | Miguel Ángel López    | Colombie              | Astana                | 71 pts                |
| 4e                    | Benjamin King         | États-Unis            | Dimension Data        | 69 pts                |
| 5e                    | Dylan Teuns           | Belgique              | BMC Racing Team       | 68 pts                |
| 6e                    | Elia Viviani          | Italie                | Quick-Step Floors     | 66 pts                |
| 7e                    | Simon Yates           | Royaume-Uni           | Mitchelton-Scott      | 65 pts                |
| 8e                    | Thibaut Pinot         | France                | Groupama-FDJ          | 56 pts                |
| 9e                    | Danny van Poppel      | Pays-Bas              | LottoNL-Jumbo         | 56 pts                |
| 10e                   | Michał Kwiatkowski    | Pologne               | Team Sky              | 54 pts                |

| Classement de la montagne | Classement de la montagne | Classement de la montagne | Classement de la montagne  | Classement de la montagne |
| Coureur                   | Coureur                   | Pays                      | Équipe                     | Points                    |
| ------------------------- | ------------------------- | ------------------------- | -------------------------- | ------------------------- |
| 1er                       | Luis Ángel Maté           | Espagne                   | Cofidis, Solutions Crédits | 64 pts                    |
| 2e                        | Thomas De Gendt           | Belgique                  | Lotto-Soudal               | 57 pts                    |
| 3e                        | Benjamin King             | États-Unis                | Dimension Data             | 56 pts                    |
| 4e                        | Bauke Mollema             | Pays-Bas                  | Trek-Segafredo             | 50 pts                    |
| 5e                        | Pierre Rolland            | France                    | EF Education First-Drapac  | 31 pts                    |
| 6e                        | Miguel Ángel López        | Colombie                  | Astana                     | 25 pts                    |
| 7e                        | Thibaut Pinot             | France                    | Groupama-FDJ               | 22 pts                    |
| 8e                        | Simon Yates               | Royaume-Uni               | Mitchelton-Scott           | 22 pts                    |
| 9e                        | Michał Kwiatkowski        | Pologne                   | Team Sky                   | 17 pts                    |
| 10e                       | Alejandro Valverde        | Espagne                   | Movistar Team              | 16 pts                    |

| Classement de la montagne | Classement de la montagne | Classement de la montagne | Classement de la montagne  | Classement de la montagne |
| Coureur                   | Coureur                   | Pays                      | Équipe                     | Points                    |
| ------------------------- | ------------------------- | ------------------------- | -------------------------- | ------------------------- |
| 1er                       | Luis Ángel Maté           | Espagne                   | Cofidis, Solutions Crédits | 64 pts                    |
| 2e                        | Thomas De Gendt           | Belgique                  | Lotto-Soudal               | 57 pts                    |
| 3e                        | Benjamin King             | États-Unis                | Dimension Data             | 56 pts                    |
| 4e                        | Bauke Mollema             | Pays-Bas                  | Trek-Segafredo             | 50 pts                    |
| 5e                        | Pierre Rolland            | France                    | EF Education First-Drapac  | 31 pts                    |
| 6e                        | Miguel Ángel López        | Colombie                  | Astana                     | 25 pts                    |
| 7e                        | Thibaut Pinot             | France                    | Groupama-FDJ               | 22 pts                    |
| 8e                        | Simon Yates               | Royaume-Uni               | Mitchelton-Scott           | 22 pts                    |
| 9e                        | Michał Kwiatkowski        | Pologne                   | Team Sky                   | 17 pts                    |
| 10e                       | Alejandro Valverde        | Espagne                   | Movistar Team              | 16 pts                    |

| Classement du combiné | Classement du combiné | Classement du combiné | Classement du combiné | Classement du combiné |
| Coureur               | Coureur               | Pays                  | Équipe                | Points                |
| --------------------- | --------------------- | --------------------- | --------------------- | --------------------- |
| 1er                   | Alejandro Valverde    | Espagne               | Movistar Team         | 13 pts                |
| 2e                    | Miguel Ángel López    | Colombie              | Astana                | 13 pts                |
| 3e                    | Simon Yates           | Royaume-Uni           | Mitchelton-Scott      | 16 pts                |
| 4e                    | Thibaut Pinot         | France                | Groupama-FDJ          | 22 pts                |
| 5e                    | Nairo Quintana        | Colombie              | Movistar Team         | 40 pts                |
| 6e                    | Steven Kruijswijk     | Pays-Bas              | LottoNL-Jumbo         | 44 pts                |
| 7e                    | Rafał Majka           | Pologne               | Bora-Hansgrohe        | 52 pts                |
| 8e                    | Enric Mas             | Espagne               | Quick-Step Floors     | 65 pts                |
| 9e                    | Emanuel Buchmann      | Allemagne             | Bora-Hansgrohe        | 71 pts                |
| 10e                   | Gianluca Brambilla    | Italie                | Trek-Segafredo        | 92 pts                |

| Classement du combiné | Classement du combiné | Classement du combiné | Classement du combiné | Classement du combiné |
| Coureur               | Coureur               | Pays                  | Équipe                | Points                |
| --------------------- | --------------------- | --------------------- | --------------------- | --------------------- |
| 1er                   | Alejandro Valverde    | Espagne               | Movistar Team         | 13 pts                |
| 2e                    | Miguel Ángel López    | Colombie              | Astana                | 13 pts                |
| 3e                    | Simon Yates           | Royaume-Uni           | Mitchelton-Scott      | 16 pts                |
| 4e                    | Thibaut Pinot         | France                | Groupama-FDJ          | 22 pts                |
| 5e                    | Nairo Quintana        | Colombie              | Movistar Team         | 40 pts                |
| 6e                    | Steven Kruijswijk     | Pays-Bas              | LottoNL-Jumbo         | 44 pts                |
| 7e                    | Rafał Majka           | Pologne               | Bora-Hansgrohe        | 52 pts                |
| 8e                    | Enric Mas             | Espagne               | Quick-Step Floors     | 65 pts                |
| 9e                    | Emanuel Buchmann      | Allemagne             | Bora-Hansgrohe        | 71 pts                |
| 10e                   | Gianluca Brambilla    | Italie                | Trek-Segafredo        | 92 pts                |

| Classement par équipes | Classement par équipes                   | Classement par équipes | Classement par équipes |
| Équipe                 | Équipe                                   | Pays                   | Temps                  |
| ---------------------- | ---------------------------------------- | ---------------------- | ---------------------- |
| 1re                    | Bahrain-Merida                           | Bahreïn                | 192 h 48 min 14 s      |
| 2e                     | Movistar Team                            | Espagne                | + 3 min 13 s           |
| 3e                     | Bora-Hansgrohe                           | Allemagne              | + 27 min 23 s          |
| 4e                     | Sky                                      | Royaume-Uni            | + 36 min 32 s          |
| 5e                     | Lotto NL-Jumbo                           | Pays-Bas               | + 36 min 51 s          |
| 6e                     | AG2R La Mondiale                         | France                 | + 41 min 16 s          |
| 7e                     | EF Education First-Drapac p/b Cannondale | États-Unis             | + 44 min 06 s          |
| 8e                     | Dimension Data                           | Afrique du Sud         | + 49 min 37 s          |
| 9e                     | Astana                                   | Kazakhstan             | + 56 min 16 s          |
| 10e                    | Mitchelton-Scott                         | Australie              | + 1 h 01 min 33 s      |

| Classement par équipes | Classement par équipes                   | Classement par équipes | Classement par équipes |
| Équipe                 | Équipe                                   | Pays                   | Temps                  |
| ---------------------- | ---------------------------------------- | ---------------------- | ---------------------- |
| 1re                    | Bahrain-Merida                           | Bahreïn                | 192 h 48 min 14 s      |
| 2e                     | Movistar Team                            | Espagne                | + 3 min 13 s           |
| 3e                     | Bora-Hansgrohe                           | Allemagne              | + 27 min 23 s          |
| 4e                     | Sky                                      | Royaume-Uni            | + 36 min 32 s          |
| 5e                     | Lotto NL-Jumbo                           | Pays-Bas               | + 36 min 51 s          |
| 6e                     | AG2R La Mondiale                         | France                 | + 41 min 16 s          |
| 7e                     | EF Education First-Drapac p/b Cannondale | États-Unis             | + 44 min 06 s          |
| 8e                     | Dimension Data                           | Afrique du Sud         | + 49 min 37 s          |
| 9e                     | Astana                                   | Kazakhstan             | + 56 min 16 s          |
| 10e                    | Mitchelton-Scott                         | Australie              | + 1 h 01 min 33 s      |